# Río Grande (vattendrag i Colombia, Antioquia, lat 6,56, long -75,22)
Río Grande är ett vattendrag i Colombia.   Det ligger i departementet Antioquía, i den nordvästra delen av landet, 250 km nordväst om huvudstaden Bogotá.